# Скраггс, Лорен
Лорен Скраггс (англ. Lauren Scruggs; род. 27 января 2003) ― американская фехтовальщица на рапирах, чемпионка и серебряный призёр летних Олимпийских игр 2024 года, чемпионка мира 2025 года, призёр Панамериканского чемпионата в 2024 году.

## Биография
Скраггс выросла в Квинсе, штат Нью-Йорк. Фехтованием стала заниматься в 6-летнем возрасте, после того как ее старший брат присоединился к фехтовальному клубу в Бруклине. Обучалась в колледже Пэкера, который окончила в 2021 году. Её старший брат Нолен учился фехтованию в Колумбийском университете.
Студентка Гарвардского университета и специализируется на философии.
Скраггс — открытая лесбиянка и в настоящее время встречается с однокурсницей. Сотрудничает с Фондом Питера Уэстбрука, который предлагает уроки фехтования детям и подросткам, принадлежащим к нетрадиционным группам.

## Карьера
Скраггс является двукратной чемпионкой юниорского чемпионата мира по фехтованию, завоевав индивидуальные золотые медали в 2019 и 2022 годах.
В 2023 году она завоевала индивидуальную золотую медаль на чемпионате NCAA по фехтованию в Дареме, Северная Каролина. В июне 2024 года она завоевала бронзу на панамериканском чемпионате по фехтованию в Лиме.
17 марта 2024 года Скраггс прошла квалификацию на Олимпийские игры в Париж, завоевав бронзу на Гран-при FIE по фехтованию. В Париже она завоевала серебряную медаль в индивидуальных соревнованиях рапиристок, в финале проиграла своей соотечественнице Ли Кифер со счетом 15:6. Скраггс стала первой темнокожей американкой завоевавшей медаль в индивидуальном фехтовании.
В 2025 году на чемпионате мира в Тбилиси завоевала золотую медаль в командных соревнованиях. 